# ماسریچ
ماسریچ (انگلیسی: Macerich) شرکت املاک آمریکایی است، که در سال ۱۹۶۴ تأسیس شد.